# Michele Sangiorgi
Pour les articles homonymes, voir Sangiorgi.
Michele Sangiorgi, né à Faenza en 1785 et mort en 1822 à Rome, est un peintre néo-classique italien.

## Biographie
Michele Sangiorgi naît à Ravenne en 1785. Il est élève de Giuseppe Zauli en même temps que Tommaso Minardi à Rome de 1803 à 1804, où il rencontre Agostino Comerio (en) et Domenico Gallamini (it). Il aurait aussi été élève de Vincenzo Camuccini.
En 1813, il gagne une bourse pour travailler à l'Académie des beaux-arts de Bologne pour une période de trois ans, mais son parcours à l'Académie est peu fructueux, le peintre voulant repousser la remise de ses projets à plus tard régulièrement, ce qui a poussé l'Académie à les refuser lorsqu'il les a rendu en 1815,. Il les présente néanmoins à Antonio Canova et Pelagio Palagi. Il meurt subitement à l'âge de 37 ans en 1822, que Minardi relaie à Dionigi Strocchi (en) dans une lettre.

## Œuvres
Plusieurs œuvres témoignent de l'influence de Camuccini sur son style, comme un Thésée enfant avec Hercule réalisé entre 1805 et 1810 et exposé à la Pinacothèque de Faenza (it) et un Saint Pierre réalisé en 1817 et exposé à la Pinacothèque nationale de Bologne.
À sa mort, il laisse une toile inachevée de Socrate éloignant Alcibiade du lupanar.